# Muły węglowe
Muły węglowe powstają w procesie uszlachetniania węgla. Wydobywany urobek z pokładów kopalni stanowi mieszaninę węgla i skały płonnej, towarzyszącej pokładom węgla. Tak zanieczyszczony węgiel nie ma własności użytkowych i nie nadaje się wprost do celów energetycznych. W celu poprawy jego własności energetycznych poddawany jest procesom przeróbczym. W trakcie tych procesów następuje tzw. odkamienienie węgla. Odbywa się to w technologicznym procesie wzbogacania, czyli wydzielania kamienia z węgla surowego. Efektem procesu jest koncentrat węgla oraz skała płonna, traktowana jako odpad. Proces wzbogacania przebiega w ośrodku wodnym, a wytworzone produkty rozdziału podlegają następnie procesom odwadniania. Wykorzystywane są do tego statyczne bądź dynamiczne urządzenia odwadniające z zabudowanymi do tego celu sitami szczelinowymi. Wskutek odwadniania przez sita szczelinowe przedostaje się woda, a wraz z nią ziarna o granulacji 1÷0 mm. I właśnie ten materiał nazywany jest mułem węglowym.
Uzyskana w opisanym procesie zawiesina wodno-mułowa najczęściej o niskim zagęszczeniu w granicach 60 g/l jest kierowana do ziemnych osadników mułowych. Zmagazynowane w ten sposób ziarna opadają pod wpływem siły grawitacji, a uzyskana w górnej warstwie czysta woda zawracana jest do obiegu produkcyjnego. Muł węglowy jest następnie z osadnika wybierany i oferowany jako produkt handlowy. Odwodniony muł jest zbywany na bieżąco w produkowanych miałowych mieszankach do celów energetycznych. Często muł węglowy jest traktowany jako odpad poprodukcyjny ze względu na dużą zawartość iłów, pirytów, skały płonnej oraz z powodu niskiej wartości opałowej.